# Jean-Jacques Lequeu
Jean-Jacques Lequeu, född 14 september 1757 i Rouen, död 28 mars 1826 i Paris, var en fransk konstnär och arkitekt. De flesta av Lequeus teckningar, en del av dem med erotiska motiv, finns på Bibliothèque nationale de France. Hans ritningar av arkitektur hör till genren "visionär arkitektur", då dessa byggnader aldrig uppfördes och således stannade på projektstadiet. Andra arkitekter i denna genre är Claude-Nicolas Ledoux, Étienne-Louis Boullée och Antoine-Laurent-Thomas Vaudoyer.
Lequeu är begravd på Père-Lachaise i Paris.

## Bilder
| - Et nous aussi nous serons mères, car…! (1794). - Le grand bailleur. - Il est libre. - Taverna och Kärlekens hammock. |

### Webbkällor
- ”Jean-Jacques Lequeu (1757–1826)” (på franska). Bibliothèque nationale de France. Arkiverad från originalet den 29 maj 2021. https://archive.md/KnIXz. Läst 29 maj 2021.